# Die neutrale Zone
Die neutrale Zone (Originaltitel: The Neutral Zone) ist die 26. Episode der ersten Staffel der US-amerikanischen Science-Fiction-Fernsehserie Raumschiff Enterprise – Das nächste Jahrhundert. Sie wurde in den Vereinigten Staaten über Syndication vermarktet und erstmals am 16. Mai 1988 auf verschiedenen Fernsehsendern ausgestrahlt. In Deutschland war sie zum ersten Mal am 6. April 1991 in einer synchronisierten Fassung im ZDF zu sehen.

## Handlung
Im Jahr 2364 bei Sternzeit 41986.0 wartet die Mannschaft der Enterprise auf Captain Picard, der von einer wichtigen Konferenz zurückkehrt. Währenddessen kreuzt eine alte irdische Raumkapsel den Weg des Schiffs. Der zweite Offizier Data und Sicherheitschef Worf nutzen die Wartezeit, um diese zu erforschen. An Bord finden sie mehrere Kälteschlafkammern. In drei davon befinden sich noch Überlebende, die mit auf die Enterprise genommen werden.
Als Picard schließlich eintrifft, versammelt er unverzüglich die Führungsoffiziere und erklärt, die Enterprise müsse zur Neutralen Zone fliegen, um die Zerstörung mehrerer Außenposten der Föderation zu untersuchen. Es wird vermutet, dass die Romulaner dahinter stecken, zu denen seit 53 Jahren kein Kontakt mehr besteht.
Schiffsärztin Beverly Crusher untersucht derweil die Überlebenden aus der Raumkapsel. Da sich ihre Kälteschlafkammern in einem schlechten Zustand befinden, beschließt sie, die drei aufzutauen. Es handelt sich um den Investor Ralph Offenhouse, die Hausfrau Clare Raymond und den Musiker Sonny Clemonds. Alle starben 1994 an damals unheilbaren Krankheiten und wurden unmittelbar nach ihrem Tod eingefroren. Dank des medizinischen Fortschritts der vergangenen Jahrhunderte kann Dr. Crusher sie leicht behandeln und wiederbeleben. Clemonds geht am gelassensten mit der neuen Situation um und sucht hauptsächlich nach einer Möglichkeit, sich die Zeit zu vertreiben. Er lässt sich von Data eine Gitarre replizieren und schlägt vor, später eine Party zu veranstalten. Raymond ist hingegen völlig überfordert davon, sich plötzlich in der Zukunft wiederzufinden. Sie hatte nie vor, sich einfrieren zu lassen, und ist sich sicher, dass dies die Idee ihres Mannes war. Counselor Troi hilft ihr dabei, die Geschichte ihrer Familie zu recherchieren, und schließlich finden sie sogar lebende Nachfahren von Raymond. Offenhouse ist vor allem an seinen Geschäften interessiert und verlangt, mit seinem Anwalt und seiner Bank sprechen zu können. Als er unerlaubterweise das Kommunikationssystems der Enterprise benutzt, sieht sich Picard gezwungen, Offenhouse persönlich aufzusuchen und ihm zu erklären, dass Geld und Reichtum im 24. Jahrhundert keine Bedeutung mehr haben.
Die Enterprise fliegt die Standorte mehrerer Außenposten an und bei allen stellt sich heraus, dass sie nicht nur zerstört, sondern vollständig ausradiert wurden. Offenhouse ist immer noch unzufrieden mit seiner Behandlung und beschließt, erneut den Captain zu sprechen. Er begibt sich auf die Brücke. Picard will ihn abführen lassen, doch in diesem Moment enttarnt sich direkt vor der Enterprise ein romulanisches Kriegsschiff. Der romulanische Kommandant Tebok begründet die Anwesenheit seines Schiffes damit, dass auch romulanische Außenposten zerstört wurden. Der Angreifer ist offenbar auch ihm unbekannt. Picard und Tebok einigen sich schließlich auf einen Informationsaustausch zwischen der Föderation und den Romulanern, sofern er für beide Seiten von Nutzen ist. Schließlich dreht das romulanische Schiff ab, doch Tebok spricht noch eine Warnung aus: Die Romulaner waren in den letzten Jahren anderweitig beschäftigt und haben die Beziehungen zur Föderation vernachlässigt. Damit sei jetzt Schluss. Die Romulaner sind wieder da und werden eine weitere Expansion der Föderation nicht mehr tolerieren.
Die Enterprise setzt nun Kurs auf die nächste Sternenbasis, von wo aus ihre drei Gäste zurück zur Erde gebracht werden sollen.

## Besonderheiten

### Verbindungen zu anderen Star-Trek-Produktionen
Es gibt leichte inhaltliche Parallelen zur Folge Der schlafende Tiger aus der Vorgängerserie Raumschiff Enterprise von 1967. Auch hier lassen sich mehrere Personen in den 1990er Jahren in Kälteschlaf versetzen und verlassen mit einem Raumschiff die Erde, um dann nach Jahrhunderten wiedergefunden zu werden. In Der schlafende Tiger handelt es sich um den Diktator Khan Noonien Singh und seine Gefolgsleute, die nach den weltumspannenden Eugenischen Kriegen gestürzt wurden. In Die Neutrale Zone finden sich allerdings keine Verweise auf Khan oder die Eugenischen Kriege.
Einige Elemente aus dieser Folge wurden in späteren Star-Trek-Produktionen wieder aufgegriffen:
- Die Neutrale Zone ist von zentraler Bedeutung für die Chronologie von Star Trek, da hier erstmals die Handlungszeit mit einer konkreten Jahreszahl (2364) verknüpft wird. In der Vorgängerserie Raumschiff Enterprise wurden in einigen Folgen vage Angaben gemacht, die sich aber gegenseitig widersprechen und die Handlung der Serie wahlweise zu Beginn oder in der Mitte des 22. bzw. im 27. oder 28. Jahrhundert verorten. In Star Trek II: Der Zorn des Khan wurde angegeben, dass dieser Film – und damit auch die vorangegangenen Star-Trek-Produktionen – im 23. Jahrhundert spielen, ohne jedoch eine genaue Jahreszahl zu nennen. Als die Serie Raumschiff Enterprise – Das nächste Jahrhundert konzipiert wurde, stand zunächst nur fest, dass sie im 24. Jahrhundert spielen sollte. Anfangs dachte man dabei offenbar konkret an das frühe 24. Jahrhundert, denn im Pilotfilm Der Mächtige / Mission Farpoint gibt Data an, seinen Abschluss an der Sternenflottenakademie im Jahr „’78“ (gemeint ist 2278) gemacht zu haben. Sämtliche späteren Produktionen übernahmen die Chronologie, die mit der Folge Die Neutrale Zone etabliert wurde, und sie wurde auch rückwirkend auf die bereits produzierten Serien und Filme angewendet.
- In Folge 2.16 (Zeitsprung mit Q) von Raumschiff Enterprise – Das nächste Jahrhundert aus dem Jahr 1989 wird das Mysterium der zerstörten Außenposten entlang der neutralen Zone wieder thematisiert.
- In Folge 2.08 (Ich, Excretus) der animierten Serie Star Trek: Lower Decks von 2021 kommt eine alte Raumkapsel vom gleichen Typ wie in Die neutrale Zone vor. In Folge 3.01 (Startverbot) von 2022 wird Sonny Clemonds in einem Newsticker erwähnt.

### Sonstiges
Der Stammbaum von Claire Raymond enthält zahlreiche Namen von Schauspielern und Figuren aus den Serien Raumschiff Enterprise – Das nächste Jahrhundert, Doctor Who, Mary Tyler Moore, M*A*S*H und der Muppet Show.

## Produktion

### Drehbuch
Die Folge war ursprünglich als erster Teil einer Trilogie geplant. Bei der Untersuchung zum Verschwinden eines Außenpostens sollten die Föderation und die Romulaner zunächst feststellen, dass sie einen gemeinsamen, überlegenen Feind haben und eine kurzzeitige Allianz bilden. Die erste Staffel sollte hierdurch mit einem Cliffhanger enden. Im Verlauf der zweiten Staffel sollte sich dieser Feind dann in einer weiteren Folge als die Borg entpuppen. In einer dritten Folge sollten die Föderation und die Romulaner Frieden schließen und die Borg gemeinsam besiegen. Die Produktion der zweiten Staffel wurde jedoch stark durch den Autorenstreik von 1988 beeinträchtigt, sodass es nur zur Einführung der Borg kam; die Verbindung zu den Romulanern wurde hingegen fallengelassen.
Ursprünglich hätte es Wesley Crusher (Wil Wheaton) sein sollen, der Sonny Clemonds eine Gitarre repliziert und sich mit ihm über Musik unterhält.

### Darsteller
Die Hauptfigur Wesley Crusher (Wil Wheaton) hat in dieser Folge keinen Auftritt.
Marc Alaimo, Darsteller von Tebok, spielte noch drei weitere Rollen in Raumschiff Enterprise – Das nächste Jahrhundert, darunter in Folge 4.12 (Der Rachefeldzug) Gul Macet, den ersten in Star Trek auftretenden Cardassianer. In der Nachfolgeserie Star Trek: Deep Space Nine spielte er in allen sieben Staffeln die wichtige Nebenrolle des Cardassianers Gul Dukat.
Ralph Offenhouse wurde gespielt von Peter Mark Richman der bereits über 500 Gastrollen in unterschiedlichen Serien übernommen hatte.
Sonny Clemons wurde von Leon Rippy verkörpert. Rippy ist Mitbegründer einer Theatergesellschaft für Kinder. Er war in Fackeln im Sturm an der Seite von Jonathan Frakes zu sehen, in Die Farbe Lila neben Whoopi Goldberg (Darstellerin von Guinan) sowie in Track 29 – Ein gefährliches Spiel neben Christopher Lloyd (Hauptdarsteller in Star Trek III: Auf der Suche nach Mr. Spock).
Produzent Peter Lauritson stand Pate für das Foto von Thomas Raymond.

### Modelle
Das Modell der Raumkapsel wurde in zwei weiteren Folgen der Serie für die Darstellung einer Relaisstation und einer Raumbasis wiederverwendet.
Andrew Probert entwarf für diese Folge das Modell eines neuartigen romulanischen Kriegsschiffs: ein Warbird der D'deridex-Klasse. Es war das letzte Modell, das er für eine Star-Trek-Produktion erschuf. Nach dem Ende der ersten Staffel verließ Probert die Serie Raumschiff Enterprise – Das nächste Jahrhundert. Dieses Schiff wurde in zahlreichen Folgen von Raumschiff Enterprise – Das nächste Jahrhundert und der nachfolgenden Serien wiederverwendet, zunächst als physisches Modell, später auch als CGI-Version. Von der CGI-Version dieses Modells wurden weitere Schiffe anderer Spezies abgeleitet.

## Rezeption
Keith DeCandido bewertete Die neutrale Zone 2011 auf tor.com als eine eher durchschnittliche Folge, die zugleich eine bedrohliche Geschichte über die Rückkehr eines alten Feindes und eine humorvolle Culture-Clash-Komödie erzählen will, aber letztlich an beidem scheitert. Die Romulaner seien großartig gespielt, doch außer Herumsitzen hätten sie nicht viel zu tun. Rückblickend wirke zudem die Geschichte um die drei Menschen des 20. Jahrhunderts inzwischen etwas albern, da sich die Vorhersagen über den Aufstieg der Kryonik nicht erfüllt haben.
Sven Harvey zählte Die neutrale Zone 2017 auf der Website Den of Geek zu den 25 besten Folgen der Serie Raumschiff Enterprise – Das nächste Jahrhundert.